# Stadion am Bruchweg
Lo Stadion am Bruchweg è uno stadio situato a Magonza, in Germania, che ha una capienza di 20 300 persone.
Inaugurato nel 1929, ha ospitato dal 1937 al 2009 le partite casalinghe del Magonza; in questo anno è stato chiuso e rimpiazzato dal 2011 dalla Coface Arena.